# Hikmal Abrar
Hikmal Abrar Nasution (Sumatra do Norte, 8 de fevereiro de 1981) é um ator indonésio.

## Filmografia

### Cinema
- Norak Tapi Beken
- Bilang Kalau Sayang
- Rahasia Hati
- Cinderella
- Kalau Cinta Jangan Marah
- Metropolis
- Al - Kautsar
- Tawakal
- Ku Bersimpuh Padamu eps Cinta Hakiki, Cinta Ilahi
- "Pengorbanan Anggun" (Genta Buana Paramita))
- "Awas Ada Sule, Prikitiew"
- Tujuh Tanda Cinta
- Belaian Sayang
- Impian Sang Putri
- Titipan Ilahi
- Aku Cinta Kamu
- 3 Gadis
- Ramadhan dan Ramona
- Putih Abu-Abu
- Saudara Oesman
- Sikriwil

### Televisão
- Awas Ada Sule
- Kanjeng Mami
- Awas Ada Sule 2